# Liten orangelav
Liten orangelav (Caloplaca holocarpa) är en lavart som först beskrevs av Hoffm. ex Ach., och fick sitt nu gällande namn av A. E. Wade. Liten orangelav ingår i släktet orangelavar och familjen Teloschistaceae.  Arten är reproducerande i Sverige. Inga underarter finns listade i Catalogue of Life.